# Renault gamme R
En 1980, la gamme de camions Berliet GR/TR évolue et devient Renault Véhicules industriels - R.V.I. gamme R après la fusion des marques Berliet et Saviem.
Durant sa carrière, la gamme R s'organise autour de deux moteurs : un 6 cylindres en ligne et un 8 cylindres en V (V8). Le modèle à 6 cylindres de milieu de gamme (R310, R340 puis R385) sera bien plus vendu.
Le Renault R310, qui succède au Berliet TR 305, possède une cabine KB 2480 (ex-Berliet KB 2400 modernisée), un moteur diesel 6 cylindres type MIDR 06.35.40  à injection directe de 12 litres pour 307 ch (226 kW) et 1 285 N m à 1 300 tr/min avec un turbocompresseur à air refroidi, une transmission manuelle type B9 à 9 vitesses et des freins à air comprimé. Il existe en configuration de porteur de 19 tonnes de poids total autorisé en charge (P.T.A.C.) avec deux empattements de 3,3 mètres et 3,6 mètres et en tracteur semi-remorque de 38 tonnes de poids total roulant autorisé (P.T.R.A.). La suspension arrière pneumatique et l'ABS sont en option.
Le Berliet TR350 devient le Renault R360 à la cabine KB 2480 avec un moteur diesel V8 à 4 soupapes par cylindre type MIVS 08.35.30 de 14,88 litres pour 356 ch (262 kW) et 1 471 N m à 1 400 tr/min, un turbocompresseur, une transmission à 9 rapports et en option une boîte Fuller à 13 vitesses. Il existe en configuration 4x2 en porteur de 19 tonnes de P.T.A.C. et en tracteur routier de 44 tonnes de P.T.R.A. pour remorque.
En 1984, le R360 devient le R370, avec un moteur diesel V8 type MIVS 08.35.30 de 14,88 litres et de 365 ch, une transmission à 9 rapports et en option une boîte Fuller à 12 vitesses. Il existe un porteur de 19 tonnes de P.T.A.C. et un tracteur de 44 tonnes de P.T.R.A.
En 1986, le R340 est équipé d'un moteur diesel 6 cylindres type MIDR 06.35.40 de 12 litres pour 338 ch et 1 550 N m à 1 300 tr/min avec un turbocompresseur à air refroidi, une transmission B18 à 2x9 rapports, en porteur de 19 tonnes de P.T.A.C. et en tracteur semi-remorque de 40 tonnes de P.T.R.A.
Le R390 (Champion d'Europe de courses de camions avec Yves Barrat et Noël Crozier en 1985 en Classe C) remplace le R370 avec le moteur diesel V8 type MIVR 08.35.30 de 389 ch et de 14,88 litres, un turbocompresseur à air refroidi, une transmission B18 à 2x9 rapports et en option une boîte à 9 vitesses. Aussi, il était possible d'avoir une deuxième couchette et une suspension arrière à coussins pneumatiques. Il existe un porteur de 19 tonnes de P.T.A.C. et un tracteur semi-remorque de 44 tonnes de P.T.R.A.
En 1988, le R365 possède un moteur diesel 6 cylindres type MIDR 06.35.40 de 12 litres pour 374 ch et 1 618 N m à 1 200 tr/min, une transmission manuelle B18 à 2x9 rapports, une suspension arrière pneumatique et des freins à air comprimé. Il existe un porteur de 19 tonnes de P.T.A.C. et un tracteur de 40 tonnes de P.T.R.A.
Le R420, qui remplace le R390, est le premier camion à bénéficier de freins à disques à l'avant.
Le R420 est équipé d'un moteur diesel V8 type MIVR 08.35.30 de 14,88 litres et de 422 ch, d'une transmission B18 Range R à 2x9 rapports et de freins à disques ventilés pneumatiques avec ABS. Le réservoir en aluminium, le blocage de différentiel interpont et les rétroviseurs électriques sont en option. Il existe un porteur de 19 tonnes de P.T.A.C. et un tracteur de 44 tonnes de P.T.R.A.

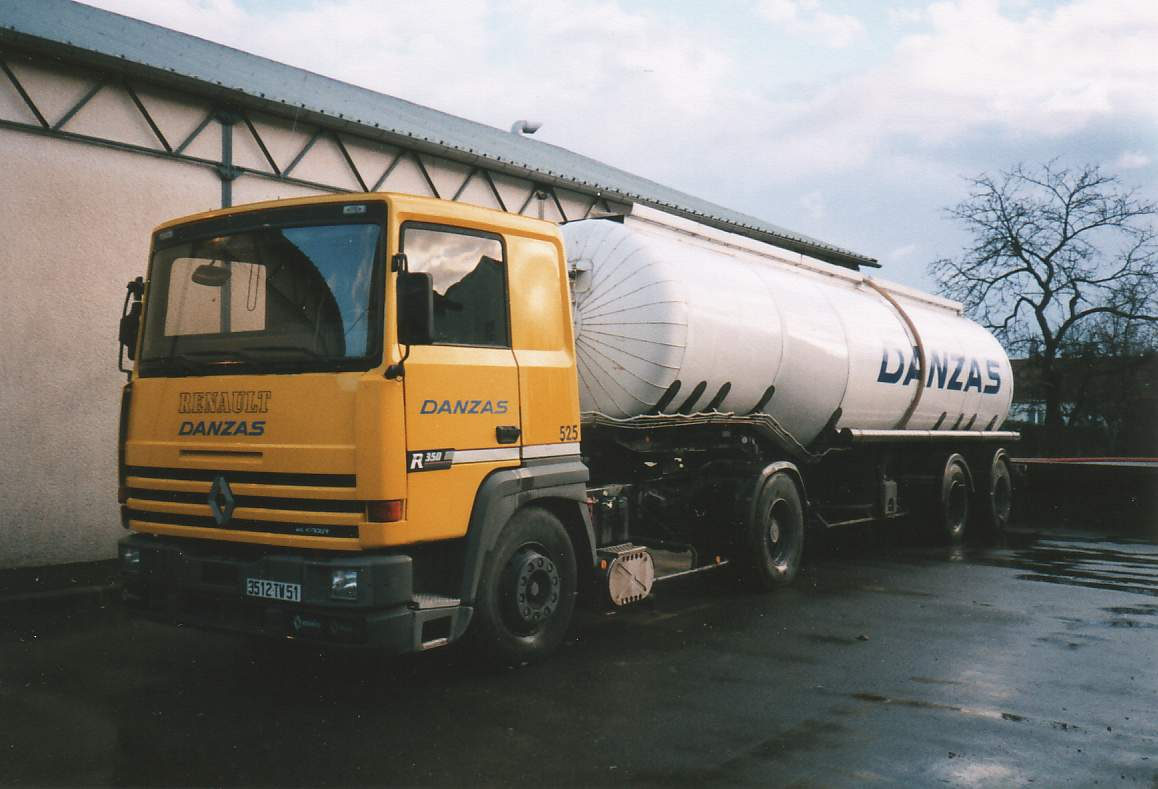
La gamme R après 1990.

En 1990, la gamme R est revue à l'extérieur (calandre de la même couleur que la carrosserie) et à l'intérieur (tableau de bord). Le R330 devient le R340 ti.
Le R380 ti succède au R365 avec un moteur diesel 6 cylindres MIDR 06.35.40 de 12 litres et de 374 ch, une transmission manuelle B18 à 2x9 rapports, des suspensions pneumatiques, des freins à air comprimé avec disques et des rétroviseurs chauffants. Le freinage ABS et l'ordinateur de bord qui indique la consommation du moteur sont en option. Il existe un porteur de 19 tonnes de P.T.A.C. et un tracteur de 40 tonnes de P.T.R.A.
En 1992, la gamme R s'appelle Major.
Le Major R385 ti possède un moteur diesel 6 cylindres MIDR 06.35.40 de 12 litres et de 385 ch et 1 840 N m à 1 200 tr/min, une transmission B18 à 2x9 rapports, une suspension arrière pneumatique et des freins à air comprimé avec ABS. Il existe en porteur de 19 tonnes de P.T.A.C. et en tracteur de 40 tonnes de P.T.R.A. en configurations 4x2, 6x2 et 6x4.
Le Major R420 ti possède un moteur diesel 6 cylindres MIDR 06.35.40 de 12 litres et de 415 ch et 1 980 N m à 1 200 tr/min, une transmission B18 à 2x9 rapports, une suspension arrière pneumatique et des freins à air comprimé avec ABS. Il existe en porteur de 19 tonnes de P.T.A.C. et en tracteur de 40 tonnes de P.T.R.A. en configurations 4x2, 6x2 et 6x4.
En 1996, le Premium Route remplace le Major.